# Andrzej Józefczyk

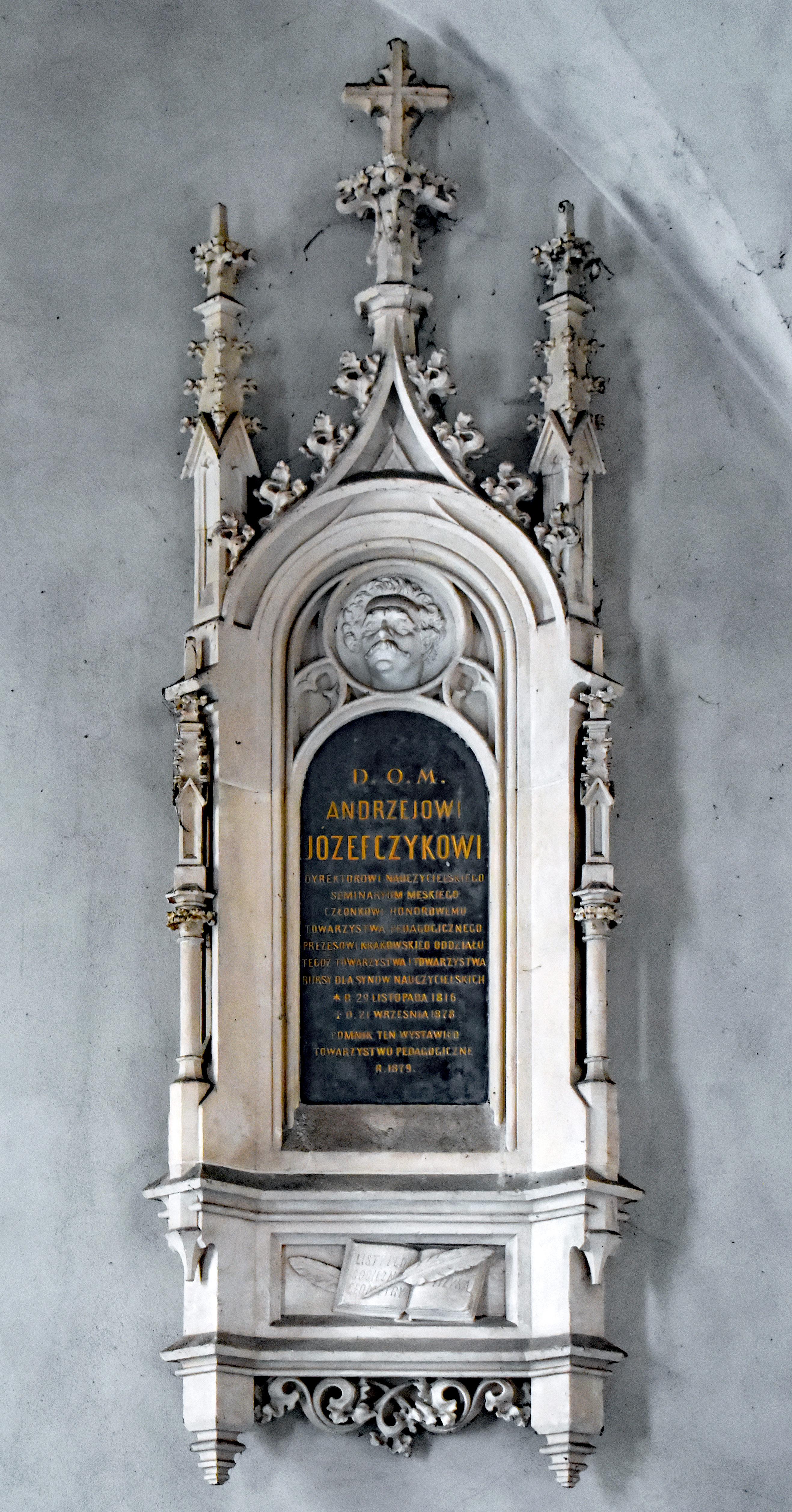
Epitafium w kościele św. Franciszka z Asyżu,
Kraków ul. Franciszkańska 2

Andrzej Józefczyk (ur. 29 listopada 1816 w Pilźnie – zm. 21 września 1878 w Krakowie) – polski pedagog, spiskowiec.
Syn gajowego. Podczas studiów na wydziale filozoficznym i teologicznym Uniwersytetu Lwowskiego brał udział w spiskach młodzieży akademickiej. W 1836 został uwięziony, odsiedział 5 lat w Spielbergu.
W 1846 za udział w przygotowaniach do powstania powtórnie znalazł się w więzieniu. Został zwolniony w 1848, i od tego czasu poświęcił się wyłącznie pracy pedagogicznej.
Był dyrektorem pierwszego seminarium nauczycielskiego w Krakowie (1871). Jednocześnie, w latach 1868-1878, założyciel i prezes oddziału krakowskiego Polskiego Towarzystwa Pedagogicznego w Galicji. Autor wielu prac z dziedziny pedagogiki. Dorywczo zajmował się też twórczością literacką. Wraz z Marcelim Studzińskim przetłumaczył na język polski „Kronikę" Wincentego Kadłubka, wydaną w Krakowie w 1862.

## Literatura
- Ryszard Sadaj - "Kto był kim w Galicji", Kraków 1993, ISBN 83-7081-089-6